# Báránykúti erődtemplom
A báránykúti erődtemplom egy szász evangélikus erődtemplom Romániában, Brassó megyében. A régi, 15. századi erődtemplomból csak a 36 méter magas torony és a kerítőfal egyes részei maradtak meg, a mai templomépület 1845–1846 között épült. A romániai műemlékek jegyzékében a BV-II-a-B-11603 sorszámon szerepel.

## Története
Báránykút középkori, katolikus plébániatemploma valószínűleg a 13. században épült, okmányban legelőször 1309-ben jelenik meg. Nem ismeretes, hogy ki volt a védőszentje. A 15. század második felében új templomot építettek, a régitől nyugatra, majd a török fenyegetettség miatt kerítőfallal vették körül (feljegyezték, hogy 1493-ban Nagyszebentől pénzt és eszközöket kaptak az építkezés támogatására), az erőd azonban nem akadályozta meg azt, hogy a törökök 1547-ben feldúlják. A 16. században Báránykút lakossága, és így a templom is lutheránus lesz. 1772-ben és 1810-ben nagy tűzvészek pusztították a falut, melyek a templomot is megrongálták, és később szükségessé vált a lebontása.
Az új templomépületet 1845–1846 között emelték Johann Frank morgondai szász mester irányításával; a régi, 15. századi épületből csak a torony maradt fenn. Ekkor a kerítőfal keleti részét is lebontották, mivel az új templom hosszabb, mint amilyen a régi volt. Berendezését 1846-ban készítette Michael Krieger asztalosmester; a régi templomból megmaradt a 18. századi oltár, szószék, és orgona (az utóbbit 1865-ben eladták a boldogvárosi erődtemplomnak, majd 1866-ban a segesvári Samuel Binder újat készített). Az épületet a 20. század végén kijavították.
A szászok kivándorlása, a hívek számának apadása miatt 1973-ban a báránykúti egyházközséget egyesítették a boldogvárosival, 1989-ben pedig további három falujéval. A falu a 21. század elejére elveszítette német lakosságát, azonban a templomot karbantartják, a parókiaépületet és az egykori szász iskolát pedig felújították és ifjúsági szállássá alakították át.

## Leírása
Az erődtemplom a falu déli dészén, a főutca mellett áll. A 36 méter magas, négyzet alaprajzú torony a 15. századból maradt fenn, falainak hossza 12 méter, vastagságuk a földszinten 3 méter. A torony legfelső emeletén fa galéria fut körbe, a felvezető lépcső 60–70 cm széles, szükség esetén egyetlen ember is tudta védeni. A legrégibb harang a 15. század közepén, Segesváron készült, magassága 83 cm, átmérője a vállnál 50 cm, alsó részén 90 cm; felirata o rex glorie veni cum.
A 19. századi, barokk és neoklasszikus elemeket ötvöző csarnoktemplom keletelt, apszis nélküli, dongaboltozatát négy boltöv tagolja. A barokk oltár 1766-ból, a szószék 1792-ből származik, mindkettőt Johann Folbarth segesvári mester készítette. A kő keresztelőmedence és a belső berendezés a templom építésének évében, 1846-ban készült, orgonája pedig 1866-ban. A templomépületben egy kút is van, melyet az erődben ostrom esetén meghúzódó emberek használtak. A templomzászló a falu egykori címerét ábrázolja, amelyen egy kútból ivó bárány látható.
A középkori kerítőfal helyenként 4 méteres magasságban maradt fenn, a déli részen még kivehető két torony alapja, valamint az egykori védőfolyosót tartó gerendák támasztékai. Az erődben valószínűleg éléskamraként használt épület is volt, ezt azonban lebontották.

## Képek

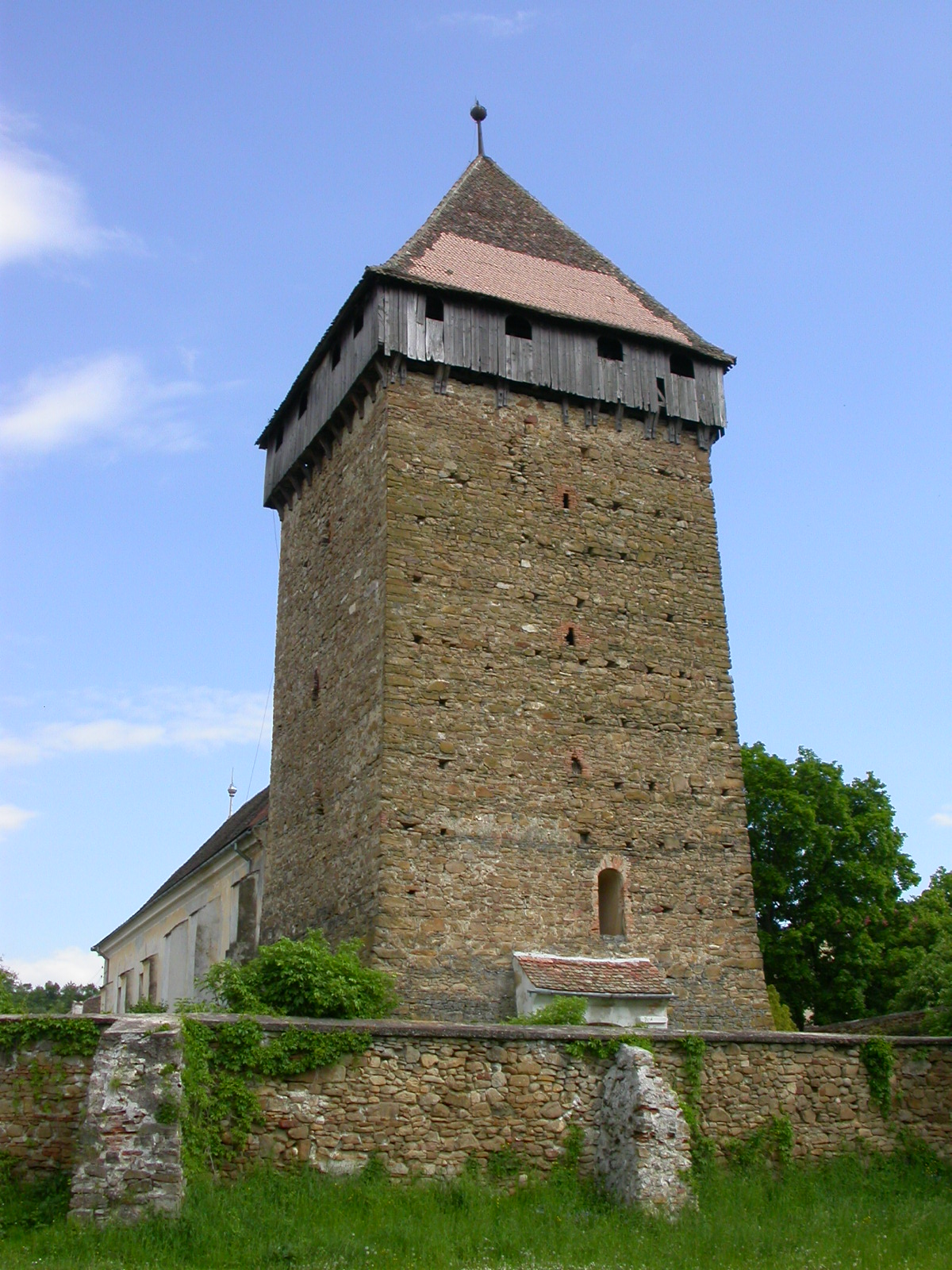
Tornya
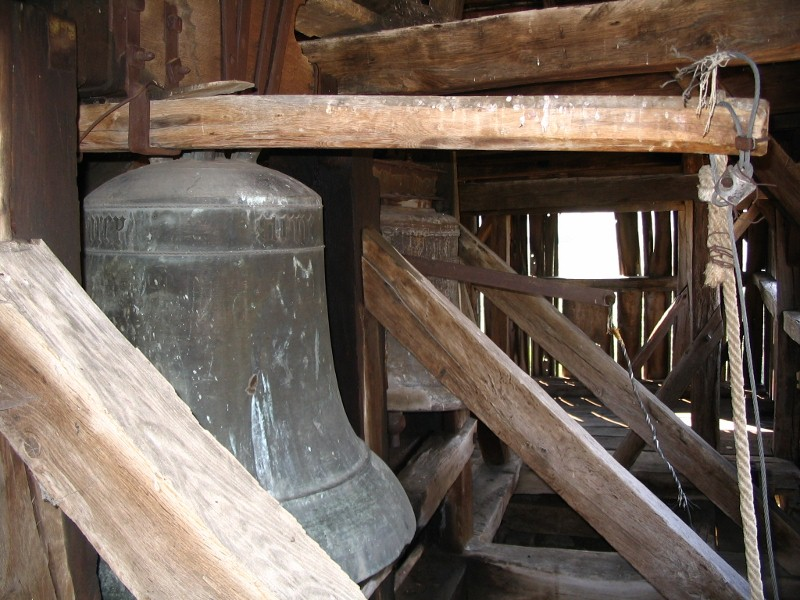
Harangok a toronyban
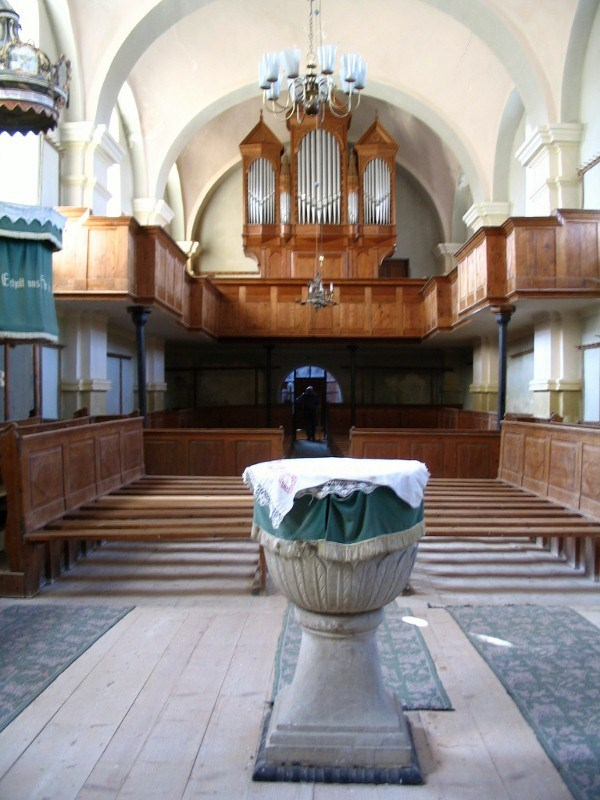
A templom beltere
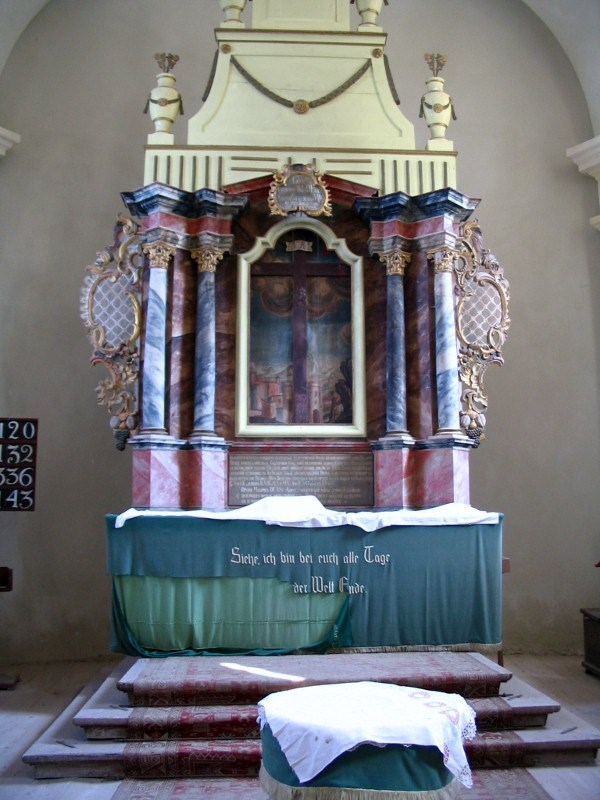
Oltár
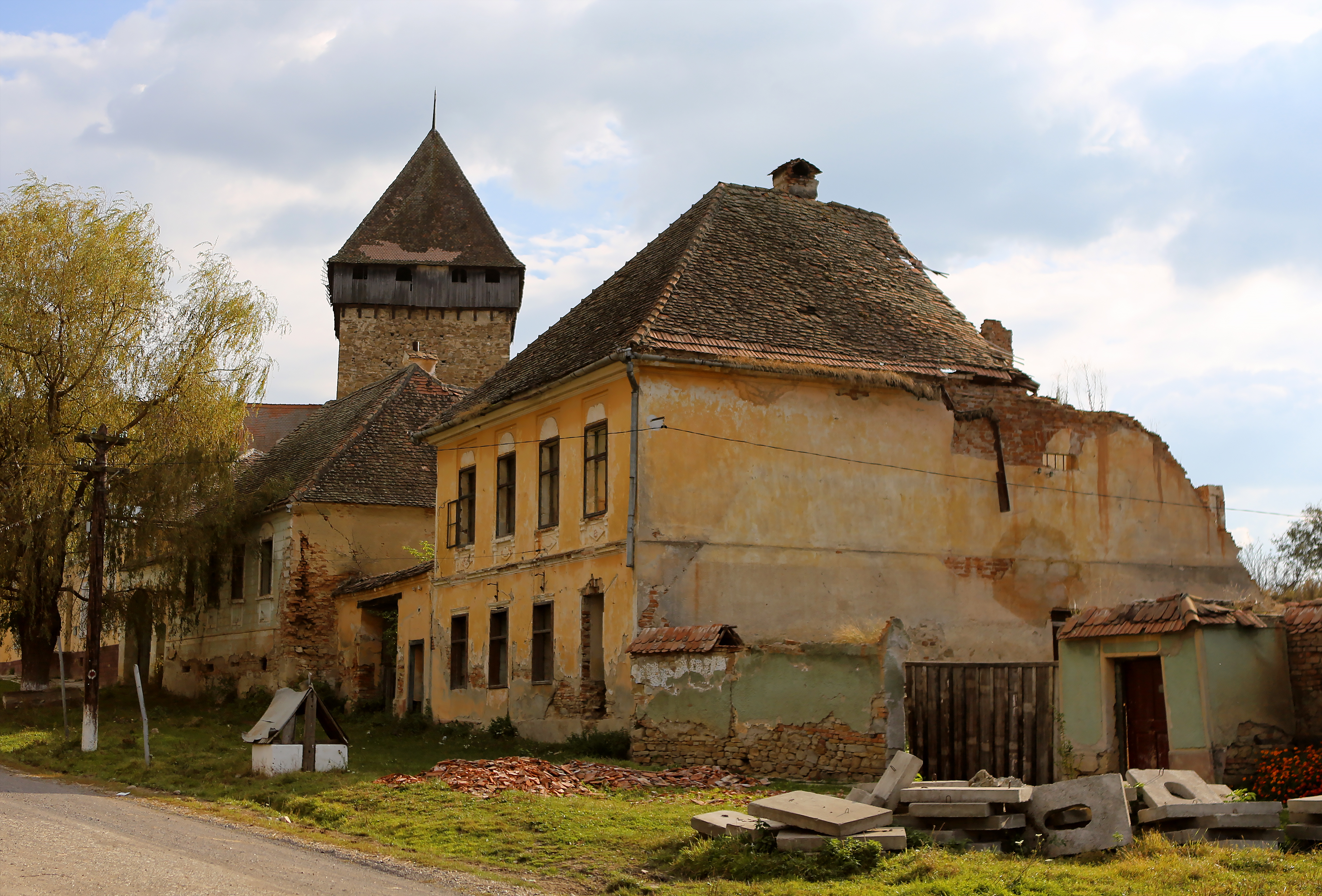
Pusztuló falu